# ManSound
ManSound (укр. «МенСаунд») — вокальний секстет, заснований 1994 року. Група брала участь у понад 50 джазових фестивалях, вони тричі виступали на фестивалі Лайонелла Хемптона у США. All American Entertainment Awards номінувала ManSound у 2001 році на звання найкращої вокальної групи. 2002-го ManSound завоював Гран-прі на міжнародному конкурсі акапельних груп Vokal Total. 2004 року Всесвітня акапельна асоціація (CASA) визнала відомий джазовий стандарт Nature boy в аранжуванні Володимира Міхновецького найкращим у світі вокальним виконанням у стилі джаз.

## Склад
- Денис Крутько — тенор
- Рубен Толмачов — бас
- Вілен Кільченко — тенор
- Юрій Роменський — тенор
- Михайло Вандаловський — баритон
- Артем Банар — тенор

## Колишні учасники
- Володимир Трач — тенор
- Володимир Сухін — тенор
- Слава Рубель — баритон
- Володимир Міхновецький — тенор

## Дискографія
- Slavic Roots (2003)
- If It’s Magic (2004)
- Гімн України (2006)
- Joy to the World (2006)
- Під облачком (2007)
- VOYAGE (2008)
- A Capellissimo (2012)